# Ricimer
Ricimer (ca. 405 - 18 augustus 472) was magister militum (opperbevelhebber) in Italië van 456 tot 472. Gedurende die tijd werd hij de machtigste man in het West-Romeinse Rijk. Hij liet zichzelf niet tot keizer uitroepen, in plaats daarvan zette hij de ene marionet na de andere op de troon. Tijdens zijn bewind brak een nieuwe oorlog uit met de Vandaalse foederati in Noord-Afrika.

## Generaal
Ricimer die omstreeks 405 werd geboren, was van gemengd Suebisch-Visigotische afkomst. Hij was een zoon van de Suebische vorst Rechila, en van moederszijde een kleinzoon van de Visigotische koning Wallia. In het Romeinse leger, dat halverwege de vijfde eeuw steeds meer steunde op de Germaanse foederati, maakte hij carrière. Hij diende in het leger van Aetius samen met de latere keizer Majorianus, met wie hij bevriend was. Omstreeks 455 was Ricimer opgeklommen tot generaal van het leger in Italië.

|  |  |  |  |  |  | Wallia  |         |         |         |         |         |  |  |         |         |         |         |         |         |  |  |        |        |        |        |          |        |  |  |         |         |         |         |         |         |  |  |
|  |  |  |  |  |  |         |         |         |         |         |         |  |  |         |         |         |         |         |         |  |  |        |        |        |        |          |        |  |  |         |         |         |         |         |         |  |  |
|  |  |  |  |  |  | moeder  | moeder  | moeder  | moeder  | moeder  | moeder  |  |  | Rechila | Rechila | Rechila | Rechila | Rechila | Rechila |  |  |        |        |        |        |          |        |  |  |         |         |         |         |         |         |  |  |
|  |  |  |  |  |  | moeder  | moeder  | moeder  | moeder  | moeder  | moeder  |  |  | Rechila | Rechila | Rechila | Rechila | Rechila | Rechila |  |  |        |        |        |        |          |        |  |  |         |         |         |         |         |         |  |  |
|  |  |  |  |  |  |         |         |         |         |         |         |  |  |         |         |         |         |         |         |  |  |        |        |        |        |          |        |  |  |         |         |         |         |         |         |  |  |
|  |  |  |  |  |  |         |         |         |         |         |         |  |  |         |         |         |         |         |         |  |  |        |        |        |        |          |        |  |  |         |         |         |         |         |         |  |  |
|  |  |  |  |  |  | Rechiar | Rechiar | Rechiar | Rechiar | Rechiar | Rechiar |  |  | Recimer | Recimer | Recimer | Recimer | Recimer | Recimer |  |  | zuster | zuster | zuster | zuster | zuster   | zuster |  |  | Gundioc | Gundioc | Gundioc | Gundioc | Gundioc | Gundioc |  |  |
|  |  |  |  |  |  | Rechiar | Rechiar | Rechiar | Rechiar | Rechiar | Rechiar |  |  | Recimer | Recimer | Recimer | Recimer | Recimer | Recimer |  |  | zuster | zuster | zuster | zuster | zuster   | zuster |  |  | Gundioc | Gundioc | Gundioc | Gundioc | Gundioc | Gundioc |  |  |
|  |  |  |  |  |  |         |         |         |         |         |         |  |  |         |         |         |         |         |         |  |  |        |        |        |        |          |        |  |  |         |         |         |         |         |         |  |  |
|  |  |  |  |  |  |         |         |         |         |         |         |  |  |         |         |         |         |         |         |  |  |        |        |        |        | Gundobad |        |  |  |         |         |         |         |         |         |  |  |

## Machtsgreep
Na de dood van keizer Valentinianus III in 455 waren er verscheidene gegadigden voor de troon, Petronius Maximus regeerde slechts kort en datzelfde jaar werd Avitus keizer. Als generaal weigerde Ricimer met Avitus samen te werken en rebelleerde openlijk tegen de nieuwe keizer. In Italië brak een burgeroorlog uit en hij trok samen op met Majorianus tegen Avitus. Met hun legers begaven zij zich op weg naar de hoofdstad en dwongen Avitus in januari 456 Rome te verlaten.
In 456 versloeg Ricimer de Vandaalse vloot bij Corsica en dat deed zijn ster snel rijzen. In de slag bij Piacenza vernietigde hij de troepen van keizer Avitus. Hij steunde zijn collega Majorianus in diens streven de nieuwe keizer te worden. Vanwege zijn afkomst kwam hij zelf hiervoor niet in aanmerking; een Germaan in het purper zou nooit aanvaard worden door de Romeinen. Wel behield hij zijn invloed en bleef hij als een soort co-regent aan de macht.
Majorianus was een energieke keizer die zich tot doel had gesteld het Romeinse gezag in Gallië en Spanje te herstellen, waar dit na keizer Valentinianus nagenoeg was verdwenen. Ricimer dreigde op een zijspoor te belanden en hun vriendschap bekoelde. In 461 leed Majorianus een schandelijke nederlaag tegen de Vandalen bij Noord-Afrika, in de Slag bij Cartagena, waar een groot deel van zijn leger omkwam. Toen Majorianus ontredderd terugkeerde naar Italië, keerde Ricimer zich tegen hem. Gebruik makend van de ontreddering liet hij de keizer gevangenzetten en op 7 augustus 461 executeren.

## Consolidatie van de macht
De nieuwe sterke man Ricimer was geïnteresseerd in de macht, maar zag af van het keizerschap. Zijn Germaanse afkomst werkte niet in zijn voordeel, en mogelijk vreesde hij hetzelfde lot te ondergaan als Avitus en Majoranus, zijn voormalige wapenbroeders aan wiens ondergang hij zelf meewerkte. Hij ging akkoord met de kandidaat van de Romeinse senaat, Libius Severus, die feitelijk als stroman fungeerde. Desalniettemin was de macht van Ricimer allerminst onomstreden, aangezien de Oost-Romeinse keizer weigerde Libius Severus te erkennen, evenals Aegidius, een generaal van het Romeinse leger in Gallië en comes Marcellinus, de gouverneur van Dalmatië. Van Marcellinus en de keizer in het oosten viel weinig gevaar te duchten, Ricimer had meer te stellen met de oppositie van het leger in Gallië.
In Gallië maakt Aegidius aanstalten met zijn troepen op te trekken tegen Ricimer, maar zover kwam het niet. Door zijn uitstekende contacten bij diverse vooraanstaande Germaanse vorstenfamilies en intensieve diplomatie wist Ricimer de Visigotische- en Bourgondische foederati in Gallië aan zich te binden, waardoor Aegidius verhinderd werd Italië te bereiken. In ruil voor deze steun stond Ricimer de stad Narbonne en omgeving af aan de Visigoten, die daarmee een verbinding kregen met de Middellandse Zee. Ook gaf hij de stad Lyon weg aan de Bourgondiërs, die deze tot nieuwe hoofdstad maakten. Met de Bourgondiërs had Ricimer overigens een nauwe band, want hij was getrouwd met de zuster van Gundioc, de koning van de Bourgondiërs. Een van diens zonen gaf hij een hoge positie in zijn leger. Op deze manier wist Ricimer zijn macht te consolideren. Libius Severus bleef als zijn marionet tot 465 op de troon. Toen verwijderde Ricimer hem (mogelijk door vergiftiging) en liet de troon maar vacant zodat hij zelf kon regeren.

## Laatste jaren
In 467 spanden Leo I van Byzantium en Paus Hilarius echter samen om Anthemius op de vacante troon de zetten. Aanvankelijk kwam Ricimer tot een vergelijk met Anthemius en trouwde zelfs zijn dochter Alypia. Anthemius echter benoemde Marcellinus als tweede keizerlijke generaal, om tegenwicht te hebben tegen Ricimer. Ricimer had weinig op met de plannen van Anthemius om de Vandalen een lesje te leren. Terwijl Marcellinus Sardinië en Sicilië wist te heroveren op de Vandalen, mislukte de opmars van de rest van het leger in Afrika. Na het falen van dit avontuur keerde Ricimer zich tegen Anthemius en liet hem doden. Daarna zette hij een stroman (Olybrius) in het purper, maar stierf een paar weken later in 472. Zijn neef Gundobad, de oudste zoon van Gundioc volgde hem op als magister militum van het leger in Italië.